# Золотий тиждень
Золотий тиждень — в країнах Східної Азії так називають кілька святкових днів, об'єднаних з вихідними.

## Японія
В Японії на «Золотий тиждень» (яп. 大型 連 休, о:ґата ренкю:), також званий Golden Week (яп. ゴ ー ル デ ン ウ ィ ー ク, ґо:руден ві:ку), припадають день Сьова (день народження імператора Хірохіто, з 1988 по 2006 називався Днем зелені, 29 квітня), день Конституції (3 травня), День зелені (День заснування держави, з 1985 по 2006 називався просто Державним Святом, 4 травня) і Свято дітей (5 травня). Згідно із законодавством, у разі випадіння свята на неділю наступний робочий день є вихідним. Щодо решти днів (30 квітня, 1 і 2 травня) то як правило, більшість роботодавців Японії дають своїм службовцям додаткові вихідні, так що життя протягом цих канікул практично завмирає. У 2019 році Золотий тиждень у Японії тривав офіційно десять днів, оскільки 1 травня було державним святом у зв'язку зі сходженням на престол нового імператора, а 30 квітня і 2 травня стали додатковими святами, оскільки день між двома державними святами також стає святом, а 5 травня було в неділю.
Коротший за тривалістю "золотий тиждень" може бути в окремі роки у вересні - до 5 днів. Це буває у роки, коли 21 або 22 вересня припадає на вівторок. Попередній день у такому разі є державним святом - Днем поваги до старших (третій понеділок вересня), а днем осіннього рівнодення може бути 22 або 23 вересня.

## Китай
В Китаї відзначається три «Золотих тижні» різної тривалості за 1 календарний рік:
- Свято Весни - 8 днів від останнього дня 12-го місяця по 7-й день 1-го місяця  місячного календаря; у 2019: з 4 лютого до 10 лютого (понеділок - неділя, при цьому 5, 6, 7 лютого - дні свята, 9 і 10 лютого - стандартні вихідні, робочі дні 4 і 8 лютого перенесені на 2 і 3 лютого відповідно)[1] (до 2024 року було 7 днів);
- Річниця Дня утворення КНР - 7 днів з 1 по 7 жовтня. У 2021 році 1, 2, 3 жовтня - дні свята, 4 і 5 жовтня - компенсовані вихідні через збіг зі стандартними вихідними 2 і 3 жовтня, робочі дні 6 і 7 жовтня перенесені на 26 вересня (неділя) і 9 жовтня (субота). В окремі - 8 днів, якщо в цей період відзначається Фестиваль середини осені.
- День праці - 5 днів з 1 по 5 травня. При цьому 1 і 2 травня є днями свята, інші - чергові тижневі вихідні та переноси. У 2000 - 2007 роках було загалом сім днів, у 2008 - 2018 був лише одиин день свята, а з 2019 по 2024 рік біля цієї дати також відбувалися перенесення робочих днів, що робить тривалий період вихідних - до 5 днів.

Додаткові "золоті тижні" мають деякі з автономних регіонів Китаю.

## Південна Корея
В Південній Кореї влаштовується «Грандіозний південнокорейський розпродаж» для іноземців.